# Андресполь (гмина)
Андресполь (пол. Andrespol) — сельская гмина (волость) в Польше, входит как административная единица в Восточно-Лодзинский повет, Лодзинское воеводство. Население — 11 477 человек (на 2004 год).

## Сельские округа
1. Андресполь
2. Бедонь-Пшикосцельны
3. Бедонь-Весь
4. Янувка
5. Юстынув
6. Крашев
7. Новы-Бедонь
8. Стружа
9. Виснёва-Гура

## Соседние гмины
1. Гмина Бруйце
2. Гмина Бжезины
3. Гмина Колюшки
4. Лодзь
5. Гмина Новосольна